# Rowman & Littlefield
Rowman & Littlefield Publishing Group è una casa editrice statunitense indipendente fondata nel 1949. La società è titolare di numerosi marchi tramite i quali commercializza sia monografie per il mercato accademico che libri rivolti al grande pubblico. È il maggiore editore al mondo nell'ambito degli studi museali e proprietario del National Book Network, società di distribuzione editoriale con sede a Lanham, nel Maryland.

## Storia
La Rowman & Littlefield fu fondata nel 1949 da Walter Rowman e Arthur W. Littlefield. Quando University Press of America acquisì la Rowman & Littlefield nel 1988, ne rilevò anche il marchio, adottandolo come nome per la casa madre. Fondata nel '75, nell'89 la University Press of America era divenuta il secondo distributore statunitense della piccola stampa.
Nel 2013 fu aperta la Rowman & Littlefield International, una controllata londinese, indipendente dal punto di vista editoriale, specializzata nella pubblicazione di testi relativi alla filosofia, alla politica, alle relazioni internazionali e a gli studi culturali.
La Rowman & Littlefield Publishing sponsorizza annualmente il Rowman & Littlefield Award in Innovative Teaching, l'unico premio statunitense nel'ambito della scienza politica. Esso viene conferito direttamente dall'American Political Science Association (APSA) a partire dal 1996. Una giuria di esperti ha il compito di selezionare i professori di scienze politiche che hanno introdotto un nuovo approccio all'insegnamento, premiando il vincitore con un assegno di alcune centinaia di dollari e una menzione al congresso annuale dell'APSA.